# Marian Michał Weryński
Marian Michał Weryński (ur. 8 września 1892 w Mielcu, zm. 14 maja 1949 w Gdańsku Wrzeszczu) – major audytor Wojska Polskiego.

## Życiorys
Urodził się 8 września 1892 roku w Mielcu, ówczesnym mieście powiatowym Królestwa Galicji i Lodomerii, w rodzinie Aleksandra, dozorcy telegrafu, i Marii (Marianny) z Lubasków. Był starszym bratem pułkownika Kazimierza Antoniego. 26 czerwca 1920 roku we Lwowie poślubił Filipinę Kornelię Terlecką, z którą miał dwoje dzieci: Krystynę i Leszka.
Maturę zdał w 1913 roku w c. i k. Gimnazjum w Mielcu. Jeszcze jako uczeń był członkiem tamtejszych organizacji niepodległościowych, należał także do drużyny piłki nożnej „Pogoń Mielec” – pierwszej i przez długi czas jedynej sekcji w klubie sportowym „Gryf Mielec”, którą zorganizował w 1909 roku wraz z kolegiami: Janem Gesingiem i Maksymilianem Węgrzynkiem.
W 1914 roku został zmobilizowany do cesarskiej i królewskiej Armii. Służył w 7 pułku piechoty. Do Wojska Polskiego wstąpił w 1918 roku. Jako porucznik brał udział w walkach w obronie Lwowa na III odcinku bojowym (tzw. Szkoła Konarskiego), podległym bezpośrednio Naczelnej Komendzie. Z rozkazu kpt. Antoniego Kamińskiego, komendanta administracyjnego tego odcinka, odpowiadał za magazyny broni i warsztaty.
Studia prawnicze rozpoczął na Uniwersytecie Jagiellońskim, jednak tytuł naukowy magistra praw uzyskał – dopiero po zakończeniu I wojny światowej – na Wydziale Prawa Uniwersytetu Lwowskiego. Wcielony do 6 Dywizjonu Żandarmerii Wojskowej we Lwowie, gdzie od 17 marca 1920 był dowódcą plutonu. 21 czerwca 1920 roku, jako kapitan został przeniesiony z korpusu oficerów piechoty do korpusu oficerów żandarmerii w stopniu rotmistrza. Wziął udział w walkach na froncie bolszewickim.
Od 1922 roku był związany z 1 dywizjonem żandarmerii w Warszawie. W maju 1923 roku został dowódcą 1 plutonu, a w 1924 roku wyznaczony został na instruktora w szwadronie zapasowym. Z dniem 1 września 1924 roku został odkomenderowany do Centralnej Szkoły Żandarmerii w charakterze wykładowcy (na okres 8 tygodni). W czasie przewrotu majowego 12–15 maja 1926 stanął po stronie marszałka Józefa Piłsudskiego. Wyróżnił się aktywnością, chroniąc m.in. Pałac Mostowskich – siedzibę Dowództwa Okręgu Korpusu Nr I. W 1926 roku objął dowództwo nad 5 plutonem 1 dywizjonu żandarmerii, a od 1928 roku pełnił obowiązki kwatermistrza 1 dywizjonu. 23 grudnia 1929 roku został wyznaczony na stanowisko pełniącego obowiązki zastępcy dowódcy 1 dywizjonu żandarmerii w Warszawie. Obowiązki kwatermistrza dywizjonu przekazał kapitanowi Jakubowi Zapale. Na majora awansował ze starszeństwem z dniem 1 stycznia 1931 roku i 2. lokatą w korpusie oficerów żandarmerii. Po awansie na majora został zatwierdzony na stanowisku zastępcy dowódcy dywizjonu. 9 grudnia 1932 roku został przydzielony do Wojskowego Sądu Okręgowego Nr I w Warszawie na okres 9 miesięcy celem odbycia praktyki sądowej, z zachowaniem dotychczasowego dodatku służbowego. 26 stycznia 1934 roku ogłoszono jego przeniesienie z korpusu oficerów żandarmerii do korpusu oficerów sądowych ze starszeństwem z dniem 1 stycznia 1931 roku i 4,4 lokatą z równoczesnym mianowaniem sędzią śledczym w wojskowych sądach oraz wyznaczeniem na stanowisko sędziego śledczego w Wojskowym Sądzie Okręgowym Nr I w Warszawie. 25 maja 1935 roku został mianowany sędzią orzekającym w wojskowych sądach okręgowych. 31 sierpnia 1935 roku ogłoszono jego przeniesienie z Wojskowego Sądu Okręgowego Nr I w Warszawie do Wojskowego Sądu Okręgowego Nr II w Lublinie na stanowisko sędziego orzekającego. 1 stycznia 1937 roku został przeniesiony z korpusu oficerów sądowych do korpusu oficerów audytorów.
W czasie kampanii wrześniowej 1939 roku był szefem sądu polowego nr 27, który został zmobilizowany przez dowództwo 27 Dywizji Piechoty w Kowlu. Rozpatrywał m.in. sprawy o dezercję, dywersję oraz niedopełnienie obowiązków służbowych. Po rozbiciu dywizji przez nieprzyjaciela w bitwie nad Bzurą trafił do niewoli niemieckiej. Przebywał w Oflagu II A Prenzlau, Oflagu IV A Hohnstein i Oflagu II E Neubrandenburg.
Z niewoli wrócił do kraju prawdopodobnie w lutym 1946. Zmarł 14 maja 1949 roku w Gdańsku Wrzeszczu. Pochowany na cmentarzu katolickim w Sopocie (kwatera B4-F-12).

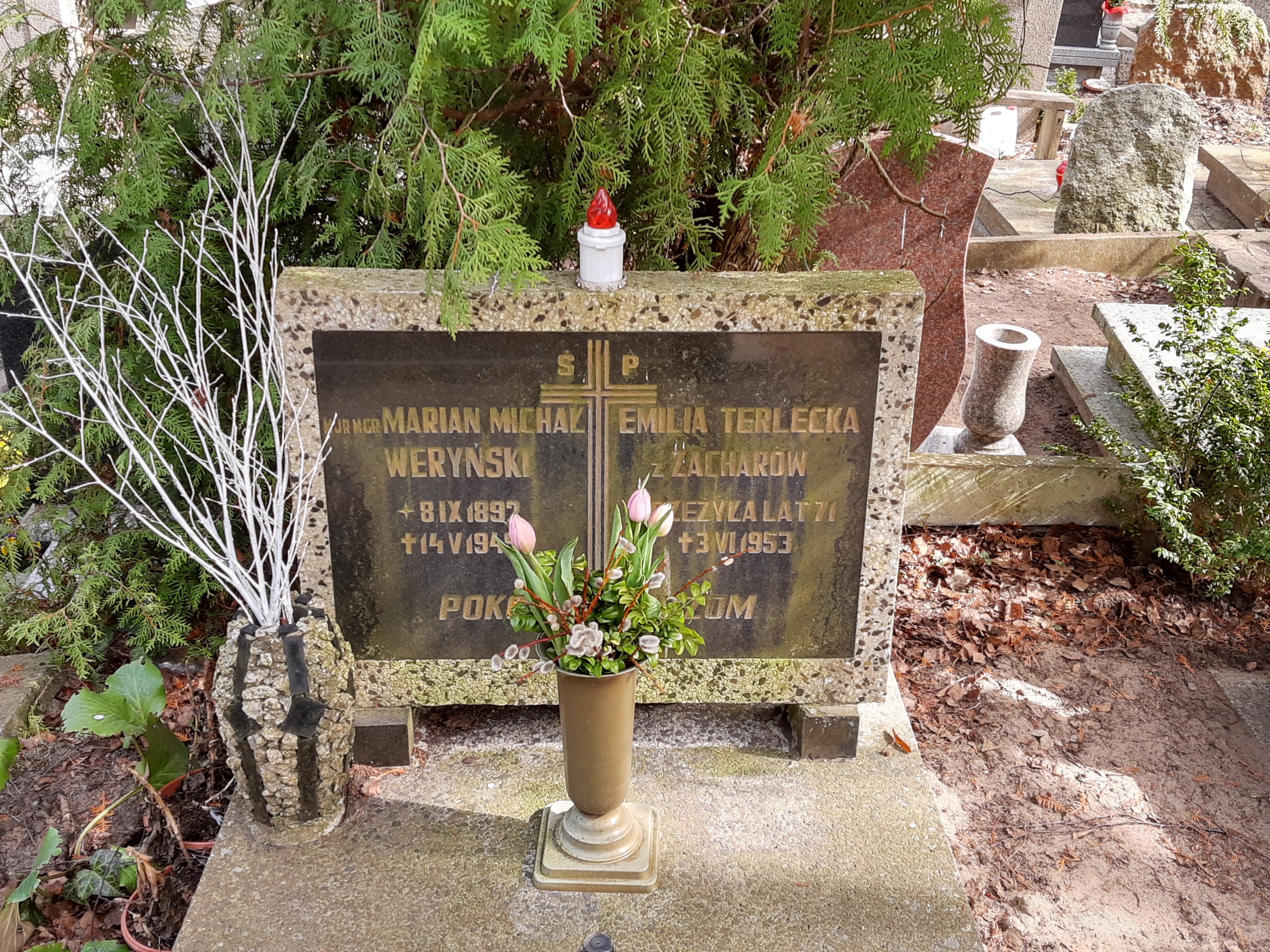
Grób Mariana Weryńskiego na cmentarzu katolickim w Sopocie

## Ordery i odznaczenia
- Srebrny Krzyż Zasługi (10 listopada 1928)[25]
- Medal Pamiątkowy za Wojnę 1918–1921
- Medal Dziesięciolecia Odzyskanej Niepodległości